# Asja
Asja (russisk: Ася) er en sovjetisk spillefilm fra 1977 af Iosif Chejfits.

## Medvirkende
- Jelena Koreneva som Asja
- Igor Kostolevskij som Gagin
- Vjatjeslav Jezepov som N.N.
- Gertrud Brendler
- Kirill Gun